# Petronia pyrgita
Petronia pyrgita là một loài chim trong họ Passeridae.